# Lobivia maximiliana
Lobivia maximiliana ist eine Pflanzenart aus der Gattung Lobivia in der Familie der Kakteengewächse (Cactaceae). Das Artepitheton maximiliana ehrt einen zu früh verstorbenen Freund von Edward Heyder mit dem Namen Maximilian.

## Beschreibung
Lobivia maximiliana bildet in der Regel kleine Polster. Die kugelförmigen bis kurz zylindrischen, grünen Triebe erreichen Durchmesser von 5 Zentimeter und eine Wuchshöhe von bis zu 20 Zentimeter. Es sind zwölf bis 20 gerade Rippen vorhanden, die gekerbt und gehöckert sind. Die auf ihnen befindlichen Areolen sind weißlich und stehen bis zu 2 Zentimeter voneinander entfernt. Die aus ihnen entspringenden vier bis zwölf Dornen, die selten auch fehlen können, sind sehr variabel. Sie lassen sich in der Regel nicht in Mittel- und Randdornen unterscheiden. Die ungleichen, gebogenen Dornen sind bräunlich bis gelblich und 3 bis 5 Zentimeter lang.
Die kurz bis lang röhrig-trichterförmigen Blüten erscheinen seitlich an den oberen Triebenteilen. Sie sind rot mit einem orangegelben Schlund, oder manchmal gelb oder rosa- bis lilafarben. Die Blüten werden 4 bis 10 Zentimeter lang und weisen ebensolche Durchmesser auf. Die rötlich grünen Früchte sind behaart und erreichen einen Durchmesser von bis zu 1,2 Zentimeter.

## Verbreitung, Systematik und Gefährdung
Echinopsis maximiliana ist in den peruanischen Regionen Apurímac, Cusco und Puno sowie in den bolivianischen Departamentos La Paz und Cochabamba im Becken des Titicaca-Sees in Höhenlagen von 3000 bis 4800 Metern verbreitet.
Die Erstbeschreibung als Echinopsis maximiliana durch Albert Gottfried Dietrich wurde 1846 veröffentlicht. Walter Rausch stellte die Art 1975 in die Gattung Lobivia. Ein weiteres nomenklatorisches Synonym ist Lobivia pentlandii var. maximiliana (Heyder ex A.Dietr.) Backeb. (1951).
Unterarten
Es werden folgende Unterarten unterschieden:
- Lobivia maximiliana subsp. maximiliana
- Lobivia maximiliana subsp. caespitosa (J.A.Purpus) Rausch ex G.D.Rowley
- Lobivia maximiliana subsp. westii (Hutchison) Rausch ex G.D.Rowley

Lobivia maximiliana subsp. maximiliana

Die Unterart ist im bolivianischen Departamento La Paz in Hochlagen von bis zu 4500 Metern um den Titicacasee verbreitet. Die bis zu 3 Zentimeter lange Blütenröhre ist kurz und dick.
Lobivia maximiliana subsp. caespitosa

Die Erstbeschreibung als Echinopsis caespitosa durch Joseph Anton Purpus wurde 1917 veröffentlicht. Gordon Douglas Rowley stellte die Art 1982 als Unterart zu Lobivia maximiliana. Lobivia maximiliana subsp. caespitosa ist in den bolivianischen Departamentos La Paz und Cochabamba verbreitet. Die verlängerte Blütenröhre ist bis zu 10 Zentimeter lang und fast kahl.
Lobivia maximiliana subsp. westii

Die Erstbeschreibung als Lobivia westii durch Paul Clifford Hutchison wurde 1954 veröffentlicht. Gordon Douglas Rowley stellte die Art 1982 als Unterart zu Lobivia maximiliana. Lobivia maximiliana subsp. westii ist in der peruanischen Region Apurímac verbreitet. Die etwas verlängerte Blütenröhre ist 4 bis 4,5 Zentimeter lang und behaart.
In der Roten Liste gefährdeter Arten der IUCN wird die Art als „Least Concern (LC)“, d. h. als nicht gefährdet geführt.

## Nachweise